# Budki Nasiegniewskie
Budki Nasiegniewskie – część wsi Nasiegniewo położona w Polsce, w województwie kujawsko-pomorskim, powiecie włocławskim, gminie Fabianki. Budki Nasiegniewskie położone są przy drodze wojewódzkiej nr 562. 
W latach 1975–1998 miejscowość administracyjnie należała do województwa włocławskiego.